# Матвеев (остров)
Матве́ев (или Матве́ев о́стров) — небольшой остров на севере России, в Печорском море. В административном отношении принадлежит к Ненецкому автономному округу Архангельской области.
Матвеев остров находится в Печорском море (юго-восточной части Баренцева моря). Остров небольшой, скалистый, берега изрезаны бухтами. Максимальная высота над уровнем моря — 11 метров. На севере острова находится один действующий маяк и  один разрушенный деревянный маяк. Остров покрыт тундровой растительностью. К северо-востоку от острова находится остров Вайгач, к юго-востоку — острова Долгий и Голец. Остров входит в состав Ненецкого государственного природного заповедника.

## История
Матвеев остров с XIV века находился на пути следования поморов из Белого моря на Вайгач и Новую Землю (Новоземельский ход). В XVI—XVII веках мимо острова проходили поморские кочи, следовавшие в Мангазею.
В 1594 году у Матвеева острова перед возвращением в Голландию воссоединилась флотилия Виллема Баренца, искавшая Северо-Восточный путь в Азию.
В 1619 году московским правительством, опасавшимся беспошлинной торговли с иностранцами, был запрещён Мангазейский морской ход. Стража, выставленная в проливе Югорский Шар, на Матвеевом острове и ямальском волоке была призвана следить за выполнением указа, а также «…проведывать про немецких людей, чтобы отнюдь в Сибирь, в Мангазею немецкие люди водяным путём и сухими дорогами ходу не приискали…».
30 июня 1924 года президиум ВЦИК утвердил Положение об Управлении островным хозяйством Северного Ледовитого океана, которым предусматривалась колонизация Матвеева острова. В 1927 году Постановлением ВЦИК, СНК РСФСР, в отмену предыдущего постановления, управление островом было возложено на Архангельский губернский исполнительный комитет советов. В 1929 году остров перешёл в непосредственное ведение исполнительного комитета Северного края. 10 февраля 1934 года остров Матвеев был включён в состав Ненецкого национального округа.
17 августа 1942 года возле острова немецкая подводная лодка U-209 атаковала караван из пяти безоружных судов, шедших из посёлка Хабарово в Нарьян-Мар с грузом и пассажирами, большинство которых составляли заключённые Югорлага. Артиллерийским огнём и торпедами U-209 потопила несамоходные суда: баржу «П-4», лихтер «Ш-500» и неисправный буксирный пароход «Комилес». Буксирный пароход «Комсомолец» от обстрела загорелся и выбросился на северную оконечность острова. Буксирный пароход «Норд» сумел скрыться. Из 328 членов экипажей и пассажиров 305 человек погибло, 23 человека были спасены подошедшими через несколько часов тральщиками ТЩ-54, ТЩ-62 и вернувшимся с ними «Нордом».

## Галерея

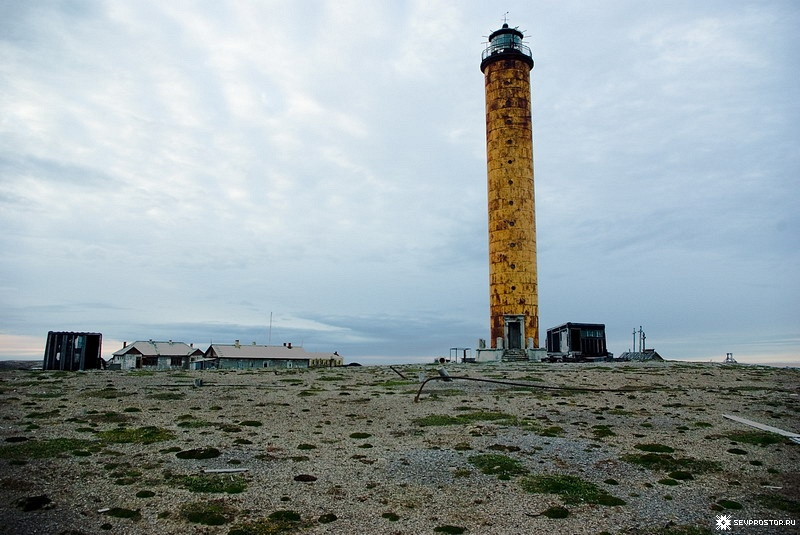
Маяк на острове
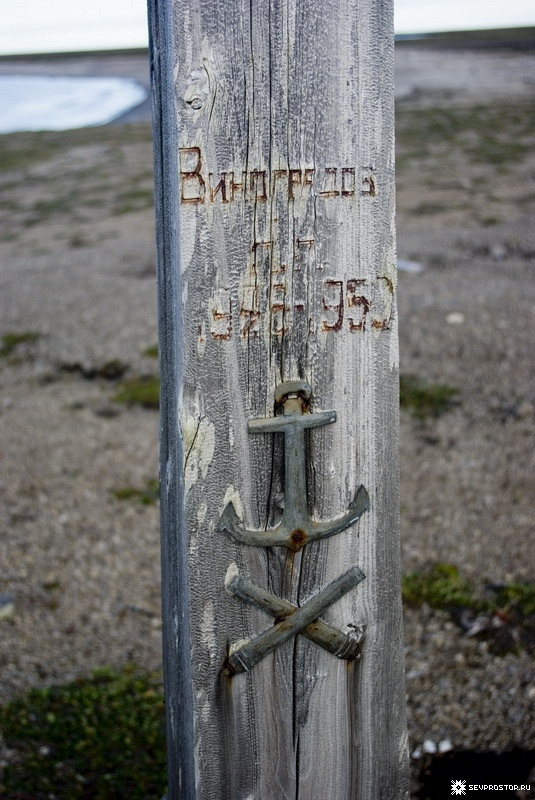
Надгробие
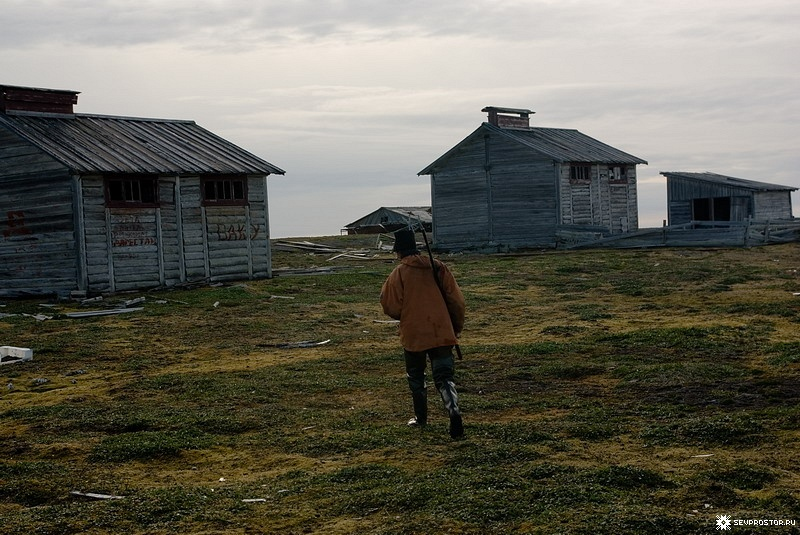
Заброшенные постройки
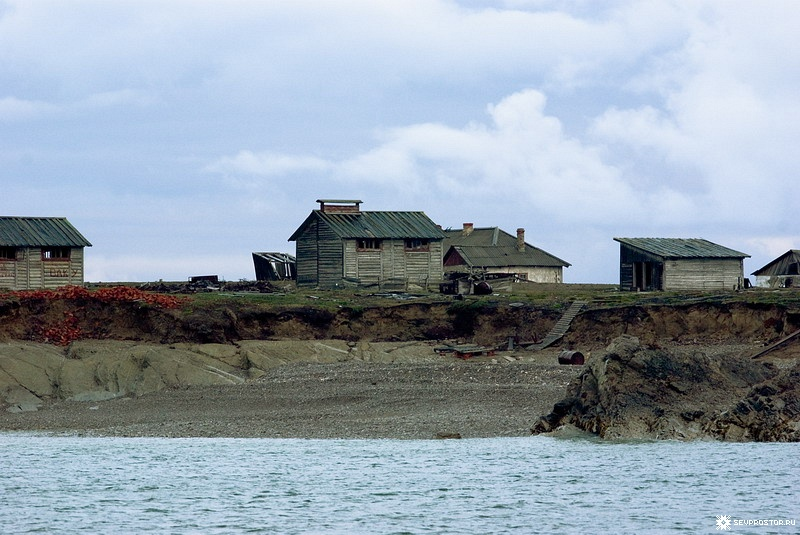
Берег
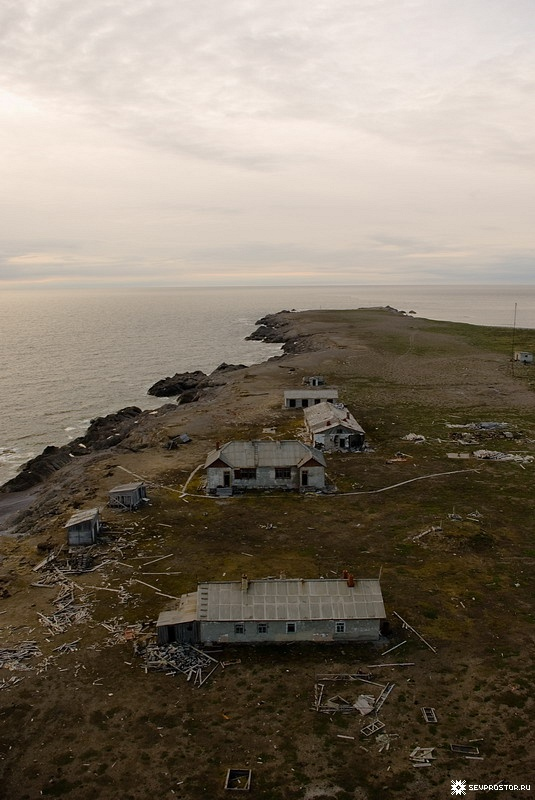
Вид с маяка

### Карты
- Лист карты R-40-XXIII,XXIV Бухта Лямчина. Масштаб: 1 : 200 000. Состояние местности на 1976 год. Издание 1982 г.
- Матвеев остров на карте Wikimapia
- Матвеев остров. Публичная кадастровая карта. Архивировано из оригинала 5 марта 2016 года.